# Niedergründau
Niedergründau ist ein Ortsteil der Gemeinde Gründau im hessischen Main-Kinzig-Kreis.

## Geographie
Der Ort liegt im Büdingen-Meerholzer Hügelland an der Gründau, die im Norden von Niedergründau in Richtung Langenselbold fließt. Durch den Ort verläuft die Kreisstraße 906, am nördlichen Ortsrand führt die Landesstraße 3271 vorbei. Im Süden grenzt Niedergründau direkt an Rothenbergen. Die Gemarkung des Ortsteils umfasst 715 ha (1949 waren davon 277 ha Ackerland).

## Geschichte

### Vorgeschichte und Gründung im Mittelalter

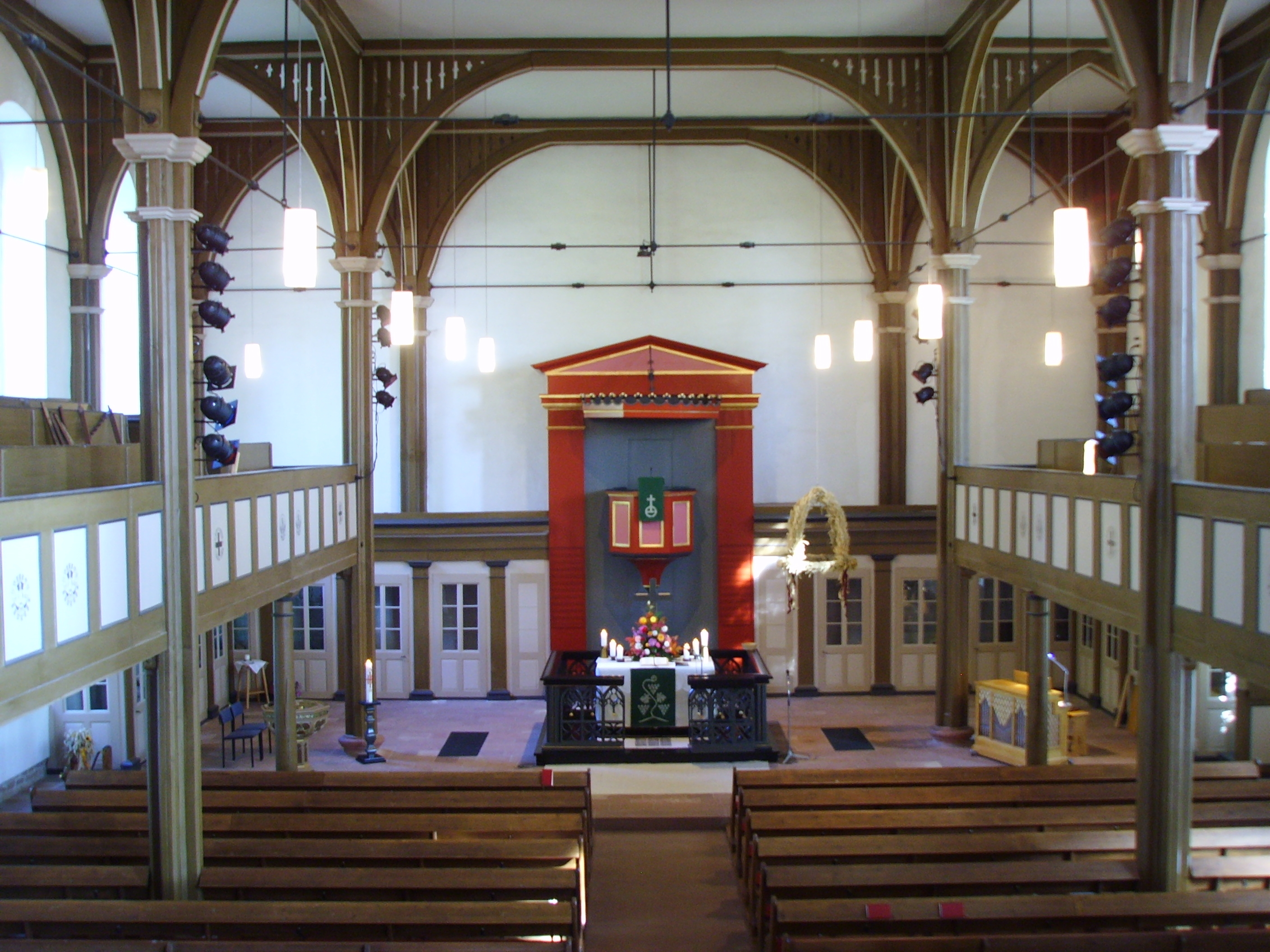
Bergkirche in Niedergründau

Erstmals wurde der Ort im Jahre 1217 als Grinda urkundlich erwähnt anlässlich eines Streits über das Patronatsrecht der Kirche.

### Hexenverfolgung zwischen 1595–1597 und 1632–1635
Zu Beginn der Neuzeit kam es in ganz Europa zu Hexenverfolgungen, in Niedergründau in einer ersten Phase zwischen 1591 und 1606. Belegt sind die Hexenprozesse gegen Margaretha Weigel (Witwe von Kuntz Henkell), die 1595 zum Tode verurteilt wurde, und der gegen Martha Schlegell und ihre Tochter Lena Schlegell wegen bewiesener Zauberei (auf Grund eines Geständnisses). Die beiden mussten ein Jahr lang im Hexenturm von Büdingen verbringen. Nach einer Klage beim gräflichen Hofgericht kamen sie frei, die Gemeinde Niedergründau wurde zu 1000 fl. (Gulden) Schadenersatz verurteilt. Der Volkszorn sei aber so groß gewesen, dass Henn Schlegell flüchten musste und die beiden Frauen 1597 doch als Hexen verbrannt worden seien. Allein 1596 fanden weitere drei Frauen, 1597 acht Frauen aus dem Gericht Gründau auf der Richtstätte (dem Herzberg in Lieblos) den Tod, 52 wurden gebrandmarkt. Eine weitere Phase folgte in den Pestjahren 1632–1635 (im Dreißigjährigen Krieg), wo in ganz Deutschland die Pest wütete (im Einzelnen siehe auch, den aufklärerischen Hexentheoretiker Friedrich Spee in seiner Schrift Cautio Criminalis). In dieser Zeit wurden u. a. Jost Pleins Frau am 7. März 1633 durch Feuer und Christine Weigel, Fischers Frau, am 26. Oktober 1633 durch das Schwert wegen bewiesener Zauberei (auf Grund eines Geständnisses!) hingerichtet. Die nicht namentlich in den Urkunden als Hexen Benannten (nur die Anzahl ist mitgeteilt worden), sei so hoch, dass es sich um die Mehrheit aller Frauen im Gericht Gründau gehandelt haben müsse.

### Geschichte ortsbezogener Geldwirtschaft: Banken, Kreditgewerbe, Raiffeisenkassen
- 2. April 1917 Gründung des Niedergründauer Spar- und Darlehenskassenverein;
- 23. Oktober 1938 Zusammenschluss des Niedergründauer Spar- und Darlehenskassenverein mit  dem Liebloser Spar- und Darlehenskassenverein;
- 20. Dezember 1950 Umbenennung des Liebloser Spar- und Darlehenskassenverein in Raiffeisenkasse Lieblos;
- 29. März 1972 Zusammenschluss der Raiffeisenkasse Lieblos und Meerholz zur Raiffeisenbank Mittlere Kinzig;
- 11. Mai 1990 Umbenennung der Raiffeisenbank Mittlere Kinzig in Raiffeisenbank Gelnhausen;
- 13. September 2001 Zusammenschluss der Raiffeisenbank Gelnhausen und der VR Bank Bad Orb-Gelnhausen unter der Firma VR Bank Bad Orb-Gelnhausen eG[6].

Ab 1920 gab es in dem Ort elektrisches Licht; die Versorgung mit elektrischer Energie erfolgte von der Kinzigmühle in Lieblos aus (Wasserkraft).

### Gebietsreform in Hessen 1970–1977
Im Zuge der Gebietsreform in Hessen fusionierten die bis dahin selbständige Gemeinden Breitenborn, Gettenbach, Lieblos und Niedergründau zum 31. Dezember 1971 freiwillig zur neuen Gemeinde Gründau.  Für alle eingegliederten Gemeinden von Gründau wurde je ein Ortsbezirk errichtet.

### Verwaltungsgeschichte im Überblick
Die folgende Liste zeigt die Staaten und Verwaltungseinheiten, denen Niedergründau angehört(e):
- vor 1806: Heiliges Römisches Reich, Grafschaft Ysenburg-Büdingen-Meerholz, Gericht Lieblos
- ab 1806: Fürstentum Isenburg (Rheinbund),[Anm. 2] Gericht Lieblos
- ab 1813: Generalgouvernement Frankfurt,[Anm. 3] Gericht Lieblos
- ab 1815: Kaisertum Österreich,[Anm. 4] Gericht Lieblos
- ab 1816: Kurfürstentum Hessen,[Anm. 5] Gericht Spielberg
- ab 1821: Kurfürstentum Hessen, Kreis Gelnhausen[Anm. 6]
- ab 1848: Kurfürstentum Hessen, Bezirk Hanau
- ab 1851: Kurfürstentum Hessen, Kreis Gelnhausen
- ab 1867: Königreich Preußen,[Anm. 7] Provinz Hessen-Nassau, Regierungsbezirk Kassel, Kreis Gelnhausen
- ab 1871: Deutsches Reich, Königreich Preußen, Provinz Hessen-Nassau, Regierungsbezirk Kassel, Kreis Gelnhausen
- ab 1918: Deutsches Reich,[Anm. 8] Freistaat Preußen, Provinz Hessen-Nassau, Regierungsbezirk Kassel, Kreis Gelnhausen
- ab 1944: Deutsches Reich, Freistaat Preußen, Provinz Kurhessen, Landkreis Gelnhausen
- ab 1945: Deutsches Reich, Amerikanische Besatzungszone,[Anm. 9] Groß-Hessen, Regierungsbezirk Wiesbaden, Landkreis Gelnhausen
- ab 1946: Deutsches Reich, Amerikanische Besatzungszone, Hessen, Regierungsbezirk Wiesbaden, Landkreis Gelnhausen
- ab 1949: Bundesrepublik Deutschland, Hessen, Regierungsbezirk Wiesbaden, Landkreis Gelnhausen
- ab 1968: Bundesrepublik Deutschland, Hessen, Regierungsbezirk Darmstadt, Landkreis Gelnhausen
- ab 1972: Bundesrepublik Deutschland, Hessen, Regierungsbezirk Darmstadt, Landkreis Gelnhausen, Gemeinde Gründau
- ab 1974: Bundesrepublik Deutschland, Hessen, Regierungsbezirk Darmstadt, Main-Kinzig-Kreis, Gemeinde Gründau

## Bevölkerung
Einwohnerstruktur 2011
Nach den Erhebungen des Zensus 2011 lebten am Stichtag, dem 9. Mai 2011, in Niedergründau 1719 Einwohner. Darunter waren 54 (3,1 %) Ausländer. Nach dem Lebensalter waren 249 Einwohner unter 18 Jahren, 750 zwischen 18 und 49, 399 zwischen 50 und 64 und 318 Einwohner waren älter. Die Einwohner lebten in 759 Haushalten. Davon waren 216 Singlehaushalte, 510 Paare ohne Kinder und 525 Paare mit Kindern, sowie 66 Alleinerziehende und 21 Wohngemeinschaften. In 132 Haushalten lebten ausschließlich Senioren und in 531 Haushaltungen lebten keine Senioren.
Einwohnerentwicklung
| Niedergründau: Einwohnerzahlen von 1834 bis 2020 | Niedergründau: Einwohnerzahlen von 1834 bis 2020 | Niedergründau: Einwohnerzahlen von 1834 bis 2020 | Niedergründau: Einwohnerzahlen von 1834 bis 2020 | Niedergründau: Einwohnerzahlen von 1834 bis 2020 |
| --- | ------------------------------------------------ | ------------------------------------------------ | ------------------------------------------------ | ------------------------------------------------ |
| Jahr |                                                  |                                                  |                                                  | Einwohner                                        |
| 1834 | 1834                                             |                                                  | 663                                              | 663                                              |
| 1840 | 1840                                             |                                                  | 683                                              | 683                                              |
| 1846 | 1846                                             |                                                  | 753                                              | 753                                              |
| 1852 | 1852                                             |                                                  | 737                                              | 737                                              |
| 1858 | 1858                                             |                                                  | 659                                              | 659                                              |
| 1864 | 1864                                             |                                                  | 576                                              | 576                                              |
| 1871 | 1871                                             |                                                  | 567                                              | 567                                              |
| 1875 | 1875                                             |                                                  | 557                                              | 557                                              |
| 1885 | 1885                                             |                                                  | 574                                              | 574                                              |
| 1895 | 1895                                             |                                                  | 603                                              | 603                                              |
| 1905 | 1905                                             |                                                  | 653                                              | 653                                              |
| 1910 | 1910                                             |                                                  | 687                                              | 687                                              |
| 1925 | 1925                                             |                                                  | 768                                              | 768                                              |
| 1939 | 1939                                             |                                                  | 822                                              | 822                                              |
| 1946 | 1946                                             |                                                  | 1.074                                            | 1.074                                            |
| 1950 | 1950                                             |                                                  | 1.078                                            | 1.078                                            |
| 1956 | 1956                                             |                                                  | 1.123                                            | 1.123                                            |
| 1961 | 1961                                             |                                                  | 1.145                                            | 1.145                                            |
| 1967 | 1967                                             |                                                  | 1.331                                            | 1.331                                            |
| 1970 | 1970                                             |                                                  | 1.339                                            | 1.339                                            |
| 1980 | 1980                                             |                                                  | ?                                                | ?                                                |
| 1990 | 1990                                             |                                                  | ?                                                | ?                                                |
| 2000 | 2000                                             |                                                  | ?                                                | ?                                                |
| 2011 | 2011                                             |                                                  | 1.719                                            | 1.719                                            |
| 2015 | 2015                                             |                                                  | 1.736                                            | 1.736                                            |
| 2020 | 2020                                             |                                                  | 1.733                                            | 1.733                                            |
| Datenquelle: Historisches Gemeindeverzeichnis für Hessen: Die Bevölkerung der Gemeinden 1834 bis 1967. Wiesbaden: Hessisches Statistisches Landesamt, 1968. Weitere Quellen: LAGIS; Gemeinde Gründau; Zensus 2011 |                                                  |                                                  |                                                  |                                                  |

Historische Religionszugehörigkeit
| • 1885: | 563 evangelische (= 98,08 %), 7 katholische (= 1,22 %), 4 jüdische (= 0,70 %) Einwohner |
| • 1961: | 958 evangelische (= 83,67 %), 176 katholische (= 15,37 %) Einwohner                     |

## Politik

### Ortsbeirat
Für Niedergründau besteht ein Ortsbezirk (Gebiete der ehemaligen Gemeinde Niedergründau) mit Ortsbeirat und Ortsvorsteher nach der Hessischen Gemeindeordnung.
Der Ortsbeirat besteht aus fünf Mitgliedern. Bei den Kommunalwahlen in Hessen 2021 betrug die Wahlbeteiligung zum Ortsbeirat 53,50 %. Dabei wurden gewählt: je zwei Mitglieder der CDU und der SPD, sowie ein Mitglied der Liste „Bürger für Grümdau“ (FWG). Der Ortsbeirat wählte Detlef Göddel (SPD) zum Ortsvorsteher.

### Wappen
Am 17. August 1967 wurde der Gemeinde Niedergründau im damaligen Landkreis Gelnhausen, Regierungsbezirk Wiesbaden, ein Wappen mit folgender Blasonierung verliehen: 
| Wappen der Gemeinde Niedergründau | Blasonierung: „Im gespaltenen Schild vorn in Rot ein silberner Schlüssel, hinten in Silber am Spalt ein halber rotbewehrter schwarzer Adler“ |
| Wappen der Gemeinde Niedergründau | Wappenbegründung: Das Wappen zeigt den Reichsadler des Heiligen Römischen Reiches in Verbindung mit dem Schlüssel des heiligen Petrus. Der Schlüssel weist auf die alte Bergkirche bei Niedergründau hin, die einen großen Pfarrsprengel (Bezirk) umfasst und dem heiligen Petrus geweiht war. Der Reichsadler erinnert daran, dass Niedergründau im Mittelalter Mittelpunkt eines Reichsgerichts war und der König hier einen Hof und weiteren Grundbesitz hatte. |

## Sehenswürdigkeiten

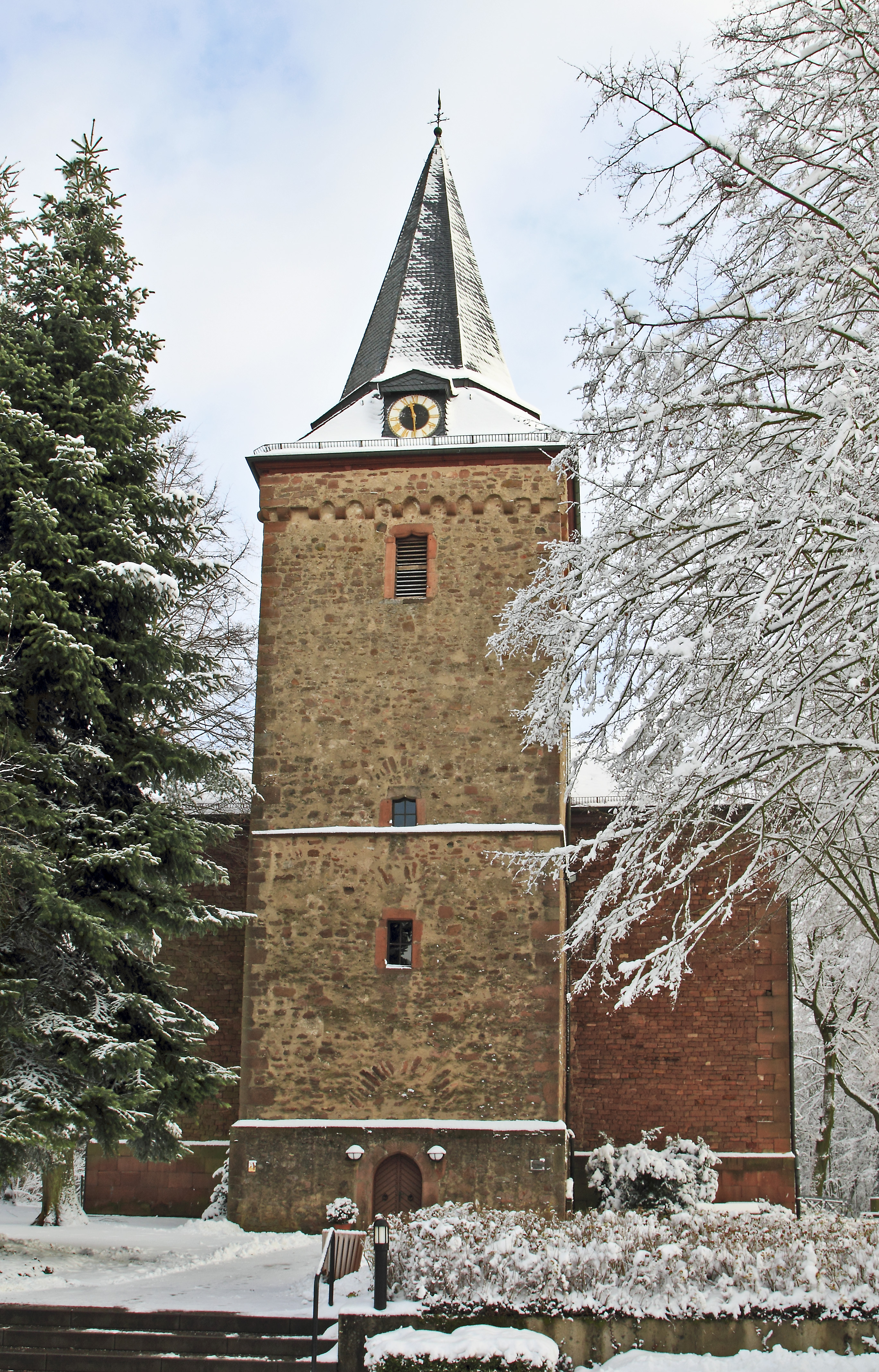
Evangelische Bergkirche
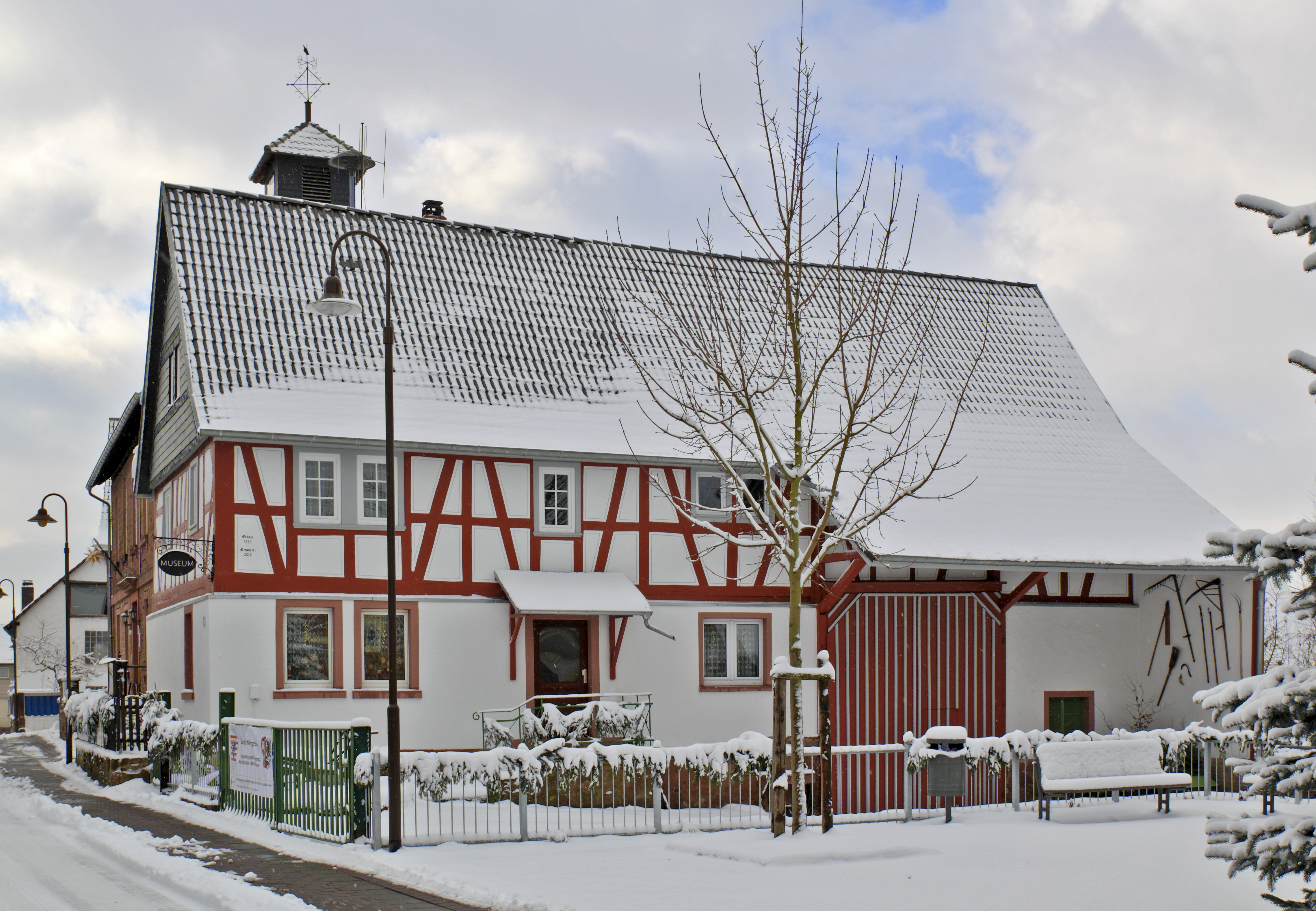
Heimatmuseum
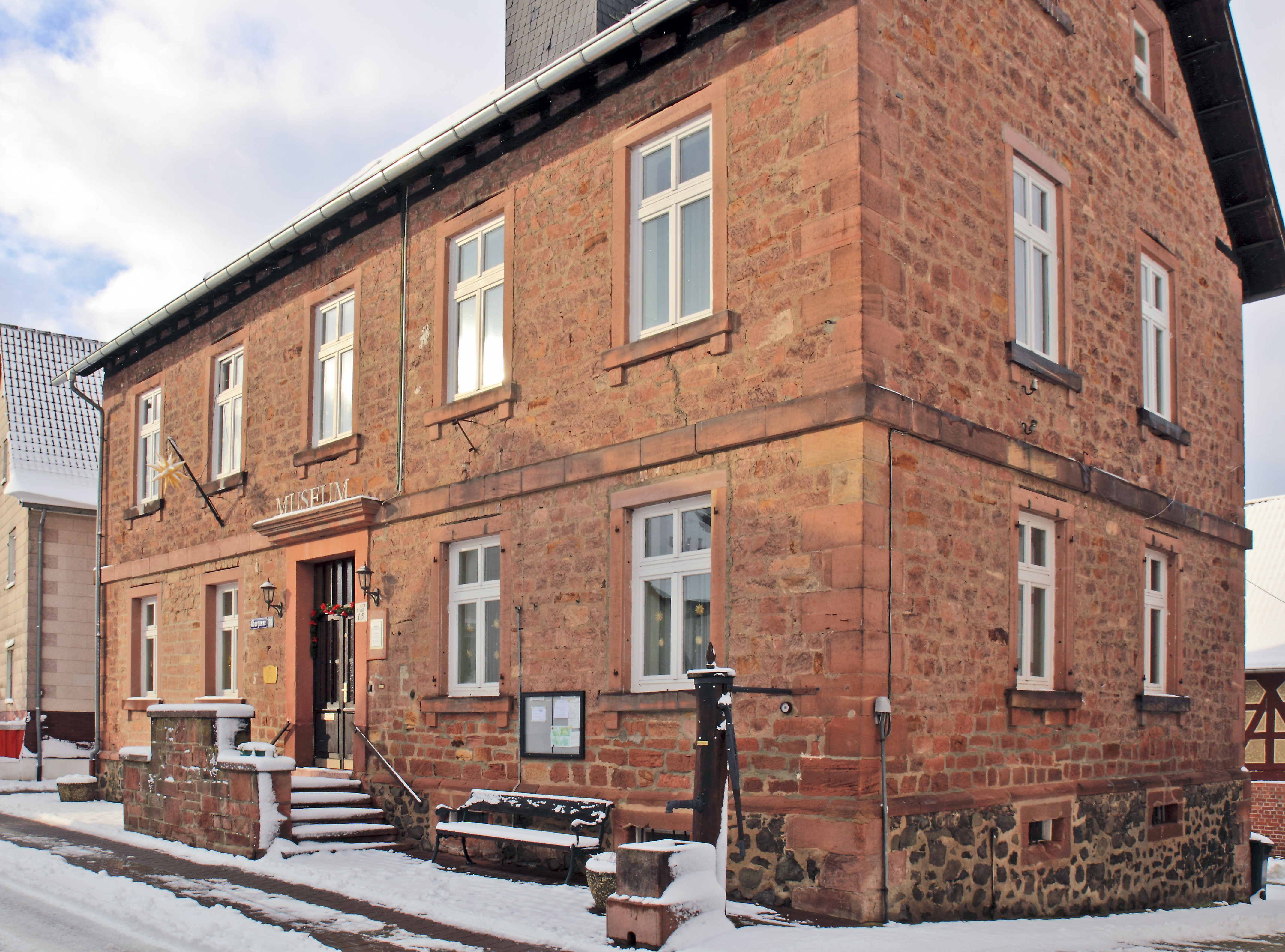
Alte Schule

- Die Bergkirche, ältestes Gebäude Niedergründaus, erstmals ca. 1217 urkundlich erwähnt
- Das Museum, früher Feuerwehrhaus und Schule, Klassenraum momentan ausgestellt
- Der Naturlehrpfad unterhalb der Bergkirche
- Das alljährliche „Motorradanlassen“ in der Bergkirche, am 3. oder 4. Sonntag im April
- Das Naturschutzgebiet westlich von Niedergründau

## Persönlichkeiten
- Leopold Peter Anton Jakob Calaminus (1808–1868), deutscher Pfarrer, Rektor und Erzieher
- Heinrich Emmel (1819–unbekannt), Bürgermeister und Mitglied der kurhessischen Ständeversammlung
- Helmut Rückriegel (1925–2016), deutscher Diplomat